# العلاقات الإسرائيلية الفانواتية
العلاقات الإسرائيلية الفانواتية هي العلاقات الثنائية التي تجمع بين إسرائيل وفانواتو.

## مقارنة بين البلدين
هذه مقارنة عامة ومرجعية للدولتين:
| وجه المقارنة                                              | إسرائيل                                                             | فانواتو                                  |
| --------------------------------------------------------- | ------------------------------------------------------------------- | ---------------------------------------- |
| المساحة (كم2)                                             | 20.77 ألف                                                           | 12.19 ألف                                |
| عدد السكان (نسمة)                                         | 8.89 مليون                                                          | 276.24 ألف                               |
| الكثافة السكانية (ن./كم²)                                 | 428.02                                                              | 22.66                                    |
| العاصمة                                                   | القدس                                                               | بورت فيلا                                |
| اللغة الرسمية                                             | اللغة العبرية، اللغة العربية                                        | اللغة البسلاما، لغة فرنسية، لغة إنجليزية |
| العملة                                                    | شيكل إسرائيلي جديد، شيكل إسرائيلي قديم، جنيه فلسطيني، جنيه إسرائيلي | فاتو فانواتي                             |
| الناتج المحلي الإجمالي (بليون دولار)                      | 350.85 مليار                                                        | 862.88 مليون                             |
| الناتج المحلي الإجمالي (تعادل القوة الشرائية) بليون دولار | 306.51 مليار                                                        | 790.76 مليون                             |
| الناتج المحلي الإجمالي الاسمي للفرد دولار أمريكي          | 35.73 ألف                                                           | 2.81 ألف                                 |
| الناتج المحلي الإجمالي للفرد دولار أمريكي                 | 36.58 ألف                                                           | 3.03 ألف                                 |
| مؤشر التنمية البشرية                                      | 0.899                                                               | 0.594                                    |
| رمز المكالمات الدولي                                      | +972                                                                | +678                                     |
| رمز الإنترنت                                              | .il                                                                 | .vu                                      |
| المنطقة الزمنية                                           | توقيت إسرائيل، Israel Summer Time ‏                                  | ت ع م+11:00                              |

## منظمات دولية مشتركة
يشترك البلدان في عضوية مجموعة من المنظمات الدولية، منها:
| علم المنظمة | اسم المنظمة                        | تاريخ انضمام إسرائيل | تاريخ انضمام فانواتو |
| ----------- | ---------------------------------- | -------------------- | -------------------- |
|             | مؤسسة التنمية الدولية              | 22 ديسمبر 1960       | 28 سبتمبر 1981       |
|             | الأمم المتحدة                      | 11 مايو 1949         | 15 سبتمبر 1981       |
|             | منظمة التجارة العالمية             | 21 أبريل 1995        | ?                    |
|             | الاتحاد الدولي للاتصالات           | 24 يونيو 1948        | 30 مارس 1988         |
|             | البنك الدولي للإنشاء والتعمير      | 12 يوليو 1954        | 28 سبتمبر 1981       |
|             | الاتحاد البريدي العالمي            | ?                    | ?                    |
|             | مؤسسة التمويل الدولية              | 26 سبتمبر 1956       | 28 سبتمبر 1981       |
|             | وكالة ضمان الاستثمار متعدد الأطراف | 21 مايو 1992         | 27 يوليو 1988        |
|             | يونسكو                             | 16 سبتمبر 1949       | 10 فبراير 1994       |

## وصلات خارجية
- موقع وزارة الخارجية الإسرائيلية